# Kartographie (Linguistik)
Kartographie ist in der Linguistik die Beobachtung, dass Adverbialphrasen, also Wörter wie "wahrscheinlich", "regelmäßig", oder "leider", im Satz in einer festen Anordnung auftauchen, und nicht in einer beliebigen Reihenfolge. Dies ist dadurch gegeben, dass diese Wörter keine Adjunkte sind, wie eigentlich üblicherweise angenommen, sondern die Spezifizierer funktionaler Köpfe.
Bei den Adverbialphrasen wird dabei zwischen den "echten" und den "nebensächlichen" unterschieden. Letztere folgen den Komplementieren in der Verbalphrase und spezifizieren unter anderem: Ort (in der Schule, bei der Arbeit, …), Zeit (gestern, um zwei Uhr, …), Gesellschaft (mit Freunden, …), Grund (um zu gewinnen, …) etc. Diese lassen sich nicht in die Reihenfolge einordnen und weisen tatsächlich auch keine Einschränkungen in der Wortstellung auf.

## Die Reihenfolge
Die beobachtete Reihenfolge der Adverbialphrasen, bzw. ihrer funktionalen Köpfe, ist die folgende:
1. Sprechakt (Modus) ("Offen gesagt, ...")
2. Evaluativ (Modus) (leider, glücklicherweise, …)
3. Evidentialität (Modus) (angeblich, …)
4. Epistimisch (Modus) (wahrscheinlich, …)
5. Vergangenheit (Tempus) (einst, damals, …)
6. Zukunft (Tempus) (danach, daraufhin, …)
7. Irrealis (Modus) (eventuell, …)
8. Notwendigkeit (Modus) (zwangsläufig, …)
9. Möglichkeit (Modus) (möglicherweise, …)
10. Habitueller Aspekt (normalerweise, …)
11. Absicht (Modus) (absichtlich, aus Versehen, …)
12. Anterior (Tempus) (schon, …)
13. Terminativer Aspekt (nicht mehr, …)
14. Kontinuativer Aspekt (immer noch, …)
15. Retrospektiver Aspekt (gerade, …)
16. Proximativer Aspekt (bald, demnächst, …)
17. Durativer Aspekt (kurz, …)
18. Progressiver Aspekt (typischerweise, …)
19. Prospektiver Aspekt  (fast, …)
20. Wertung (gut, schlecht, …)
21. Celerativer Aspekt (schnell, früh, …)
22. Kompletiver Aspekt (vollständig, …)
23. Repetitiver Aspekt (wieder, …)
24. Frequentativer Aspekt (oft, …)
25. Verbalphrase

## Evidenz der Wortfolge
Folgende Sätze liefern aufgrund ihrer Akzeptabilitätsurteile Evidenz für die relative Reihenfolge von zwei Adverbialklassen. Aufgrund der Transitivität kann man dadurch eine Reihenfolge annehmen. Kursive Sätze wurden von Muttersprachlern als inakzeptabel bewertet. Die Sätze stehen als Beispiele für weitere mögliche Akzeptabilitätsurteile, weshalb nicht jede Abfolge ein Beispiel hat.

### Evaluativer Modus und Möglichkeit
- Sie sagt, dass Peter leider möglicherweise gegangen ist.
- Sie sagt, dass Peter möglicherweise leider gegangen ist.

### Absicht und Anterior
- Sie sagt, dass Peter absichtlich bereits das Auto fährt.
- Sie sagt, dass Peter bereits absichtlich das Auto fährt.

### Terminativ und Repetitiv
- Sie sagt, dass Peter nicht mehr oft trinkt.
- Sie sagt, dass Peter oft nicht mehr trinkt.

## Evidenz der funktionalen Köpfe
Eine Alternative für die These, Adverbialphrasen sind Spezifizierer funktionaler Köpfe, wäre, zu sagen, dass Adverbialphrasen Adjunkte sind, die sich frei an die VP nach links oder rechts adjungieren können. Betrachtet man nun folgende (akzeptable) italienische Sätze:
- Gianni     saggiamente ha accettato. (G. hat      klugerweise akzeptiert)
- Gianni ha fortunamente    accettato. (G. hat glücklicherweise akzeptiert)

Dann sollte man unter dieser Annahme sowohl saggiamente als auch fortunamente an das finite Verb ha adjungieren können, wie in den Beispielen oben:
- Gianni saggiamente ha fortunamente accettato. (G. hat glücklicherweise klugerweise akzeptiert)

Dieser Satz wird aber als ungrammatisch angesehen, was gegen die Adjunktthese spricht. Man könnte dieses Defizit beheben, indem man die Bedingung hinzufügt, dass "fortunamente" vor "saggiamente" stehen muss. Unter Annahme von funktionalen Köpfen, die in jedem Fall in derselben Reihenfolge vorhanden sind, ist dies aber bereits gegeben.

## Evidenz für Universalität
Einige Beispiele, die die These für andere Sprachen unterstützen:

### Französisch
- Heureusement, sans doubte que Pierre viendra. (Glücklicherweise wird P. zweifelsohne kommen)
- Sans doubte, Heureusement que Pierre viendra. (Zweifelsohne wird P. glücklicherweise kommen)

### Englisch
- John doesn't any longer always win his games. (J. gewinnt nicht mehr immer seine Spiele)
- John doesn't always any longer win his games. (J. gewinnt immer nicht mehr seine Spiele)

### Serbo-Kroatisch
- Brzo opet ponovi šta si rekao. (Wiederhole schnell noch einmal was du gesagt hast)
- Opet brzo ponovi šta si rekao. (Wiederhole noch einmal schnell was du gesagt hast)

### Hebräisch
- Hu tamid hevin legamrey heitev 'et dvarexa. (Er versteht deine Worte immer vollständig gut)
- Hu tamid hevin heitev legamrey 'et dvarexa. (Er versteht deine Worte immer gut vollständig)

### Chinesisch
- Ta xianzai yexu qicheng le. (Er ist jetzt vielleicht gegangen)
- Ta yexu xianzai qicheng le. (Er ist vielleicht jetzt gegangen)